# 埃斯皮纳
埃斯皮纳（法語：Espinas）是法国南部-比利牛斯大区 塔恩-加龙省的一个市镇，属于蒙托邦区 凯吕县。该市镇2009年时的人口 为174人。

## 人口
埃斯皮纳人口变化图示
| 数据来源：INSEE |